# Köblény
Köblény é um município da Hungria, situado no condado de Baranya. Tem 8,04 km² de área e sua população em 2019 foi estimada em 191 habitantes.